# New Port Richey East
New Port Richey East é uma Região censo-designada localizada no estado americano de Flórida, no Condado de Pasco.

## Demografia
Segundo o censo americano de 2000, a sua população era de 9.916 habitantes.

## Geografia
De acordo com o United States Census Bureau tem uma área de 9,4 quilômetros quadrados, dos quais 9,3 quilômetros quadrados cobertos por terra e 0,1 quilômetros quadrados cobertos por água.

## Localidades na vizinhança
O diagrama seguinte representa as localidades num raio de 8 quilômetros ao redor de New Port Richey East.